# Heinrich Laufenberg (Priester)

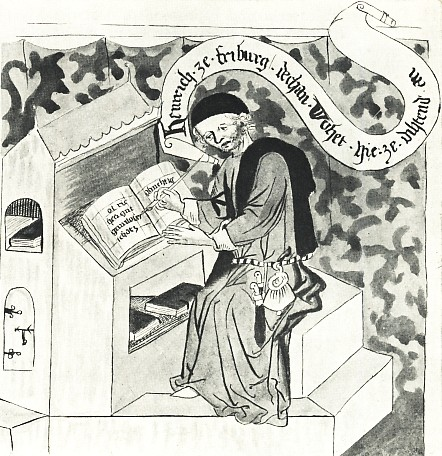
„Heinrich ze Friburg“; aus der Handschrift des Buchs der Figuren, die 1870 in Straßburg verbrannt ist.

Heinrich Laufenberg, in älterer Forschungsliteratur Heinrich Loufenberg, Heinrich von Laufenberg (* um 1390, möglicherweise in Freiburg im Breisgau; † 31. März 1460 in Straßburg) war ein deutscher Priester, Dichter und Sachbuchautor in der Schweiz und Südwestdeutschland.

## Leben und Werk
Laufenberg wirkte 1421 als capellanus und viceplebanus an der Freiburger Pfarrkirche.
1424 wurde er Dekan am Zofinger Mauritiusstift. Nach 14 Jahren kehrte er nach Freiburg zurück und wurde dort 1441 Domdechant des Freiburger Landkapitels.
1445 trat Laufenberg in das Johanniterkloster „Zum Grünen Wörth“ in Straßburg ein (der Johanniterorden wurde 1530 zum Malteserorden).

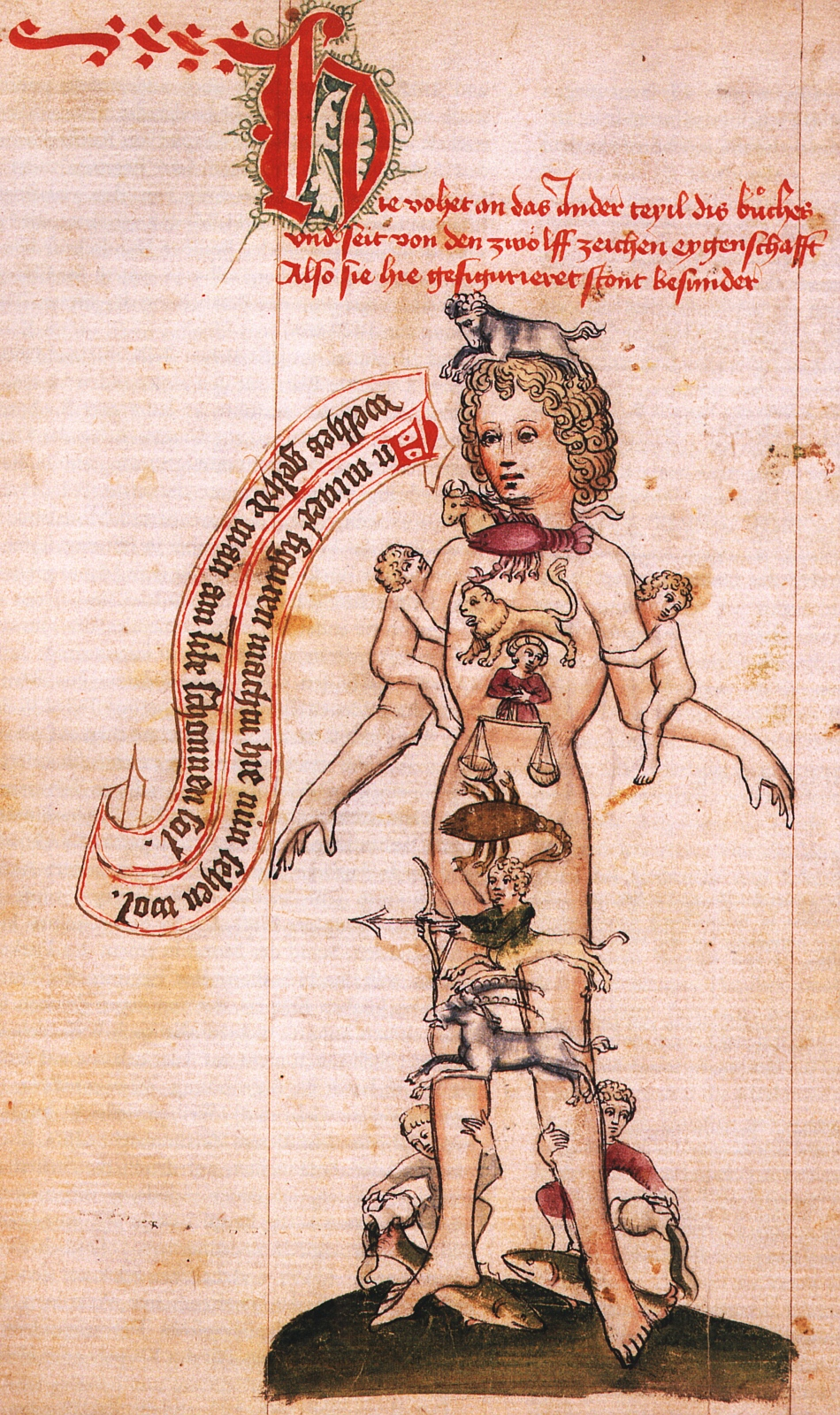
Aus dem Regimen sanitatis von 1429

Er verfasste 1429 ein später auch über seinen Wirkungskreis hinaus (etwa unter dem Titel Versehung des Leibs) rezipiertes Regimen sanitatis („Lenkung der Gesundheit“, eine etwa 6000 Verse auf 144 Blättern umfassende astrologisch-diätetische Gesundheitslehre als Kompendium) und ist der Textdichter der Kirchenlieder Ach lieber Herre Jesu Christ (EG 468) sowie Ich wollt, dass ich daheime wär (EG 517).
Laufenbergs umfangreiches Werk (u. a. Sammlung seiner Predigten) ging beim Brand der Straßburger Stadtbibliothek mit seinen Werken in der Bibliothek des Johanniterklosters im Deutsch-Französischen Krieg 1870 weitgehend verloren, nur ein  bebildertes Gesundheitsbuch ist in München erhalten. Vor dem Brand waren noch rund hundert seiner Lieder abgeschrieben worden, die seinen Geist verraten.

## Werke
- Buch der Figuren[6]
- Facetus Cum nihil utilius[7]
- Geistliche Lieder[8]
  - Ausgabe und Beschreibung: Balázs Josef Nemes: Das lyrische Œuvre von Heinrich Laufenberg in der Überlieferung des 15. Jahrhunderts. Untersuchungen und Editionen (= ZfdA Beihefte 22). Stuttgart, Hirzel 2015, ISBN 978-3-7776-2489-1.
- Regimen (sanitatis).[9] Elsass 1429 (Sign. Ms. germ. Reg. san. Fol. 1191; Handschriftenabteilung der Staatsbibliothek Stiftung Preußischer Kulturbesitz Berlin)
  - Bernhard Schnell, Marlis Stähli (Hrsg.): Heinrich Laufenberg. Regimen der Gesundheit. (Codices illuminati medii aevi; 41) Ed. Lengenfelder, München 1998, ISBN 3-89219-041-0 (Einführung und Beschreibung der Handschrift online, PDF, 685 KB)
  - Heinz H. Menge (Hrsg.): Das ‚Regimen‘ Heinrich Laufenbergs. Textologische Untersuchung und Edition. Göppingen 1976 (= Göppinger Arbeiten zur Germanistik, 184).
- Spiegel menschlichen Heils[10]